# Біберах (Баден)
Біберах (нім. Biberach) — громада в Німеччині, знаходиться в землі Баден-Вюртемберг. Підпорядковується адміністративному округу Фрайбург. Входить до складу району Ортенау.
Площа — 22,39 км2. Населення становить 3735 ос. (станом на 31 грудня 2020).